# Grafheuvels Kroppestraat Swalmen
De grafheuvels aan de Kroppestraat in Swalmen zijn twee prehistorische grafheuvels aan de Kroppestraat ten oosten van Swalmen in de gemeente Roermond in de Nederlandse provincie Limburg.
De twee heuvels zijn opgericht in de Nieuwe Steentijd en/of Bronstijd en dateren van meer dan 3500-4000 jaar geleden. Het zijn graven waarover een aarden heuvellichamen aangelegd zijn. Deze twee grafheuvels behoren tot een grotere groep grafheuvels in de omgeving.
De twee grafheuvels zijn een archeologisch monument en beide beschermd als rijksmonument. De oostelijke grafheuvel is bij de aanleg van de weg deels afgegraven.
Ten noorden van de grafheuvels ligt op een paar honderd meter de beek de Swalm. In de buurt van de grafheuvels zijn de restanten van een Romeinse weg gevonden en liggen er nog de restanten van Landweer De Wolfsgraaf.

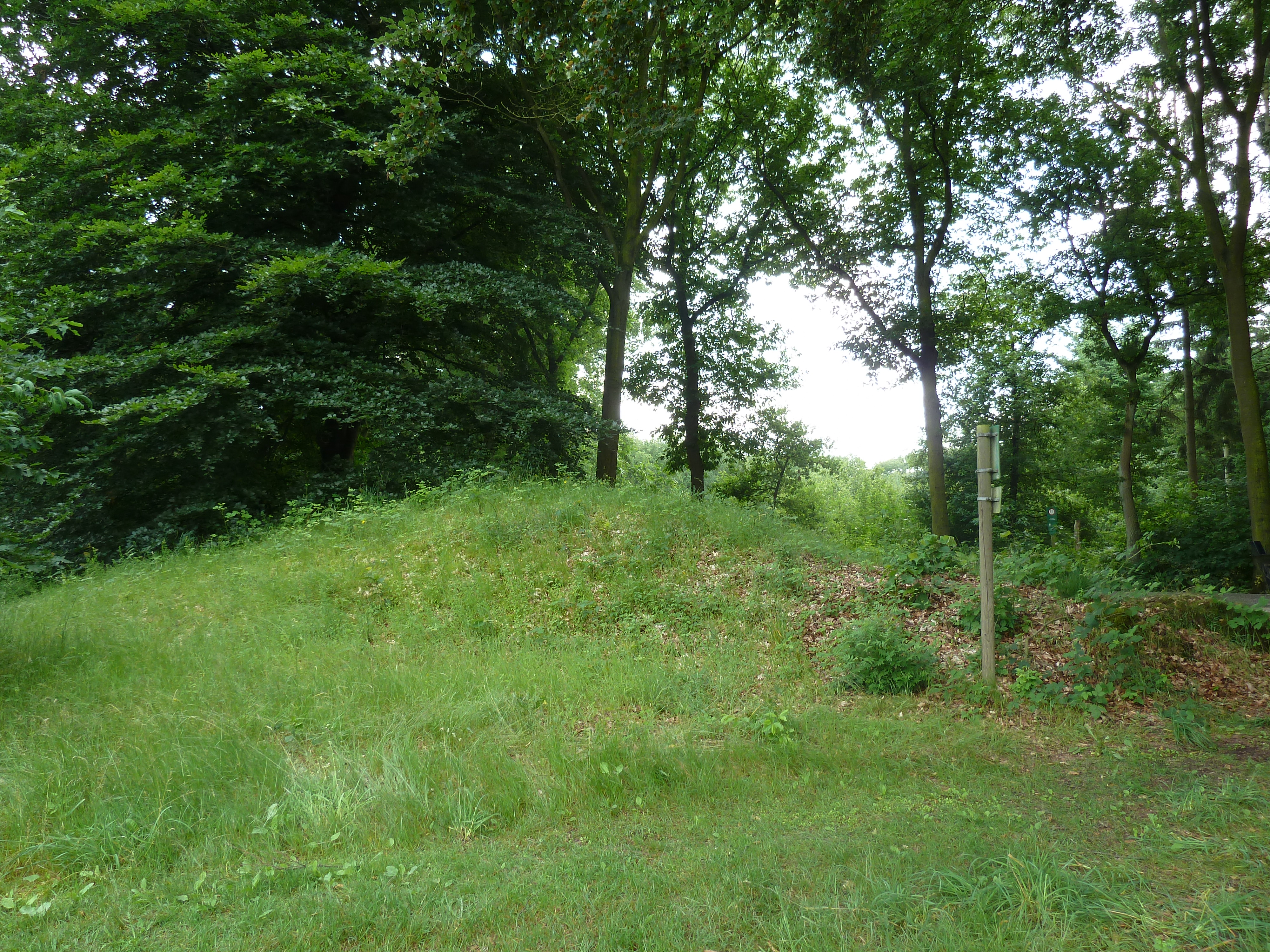
De oostelijke grafheuvel
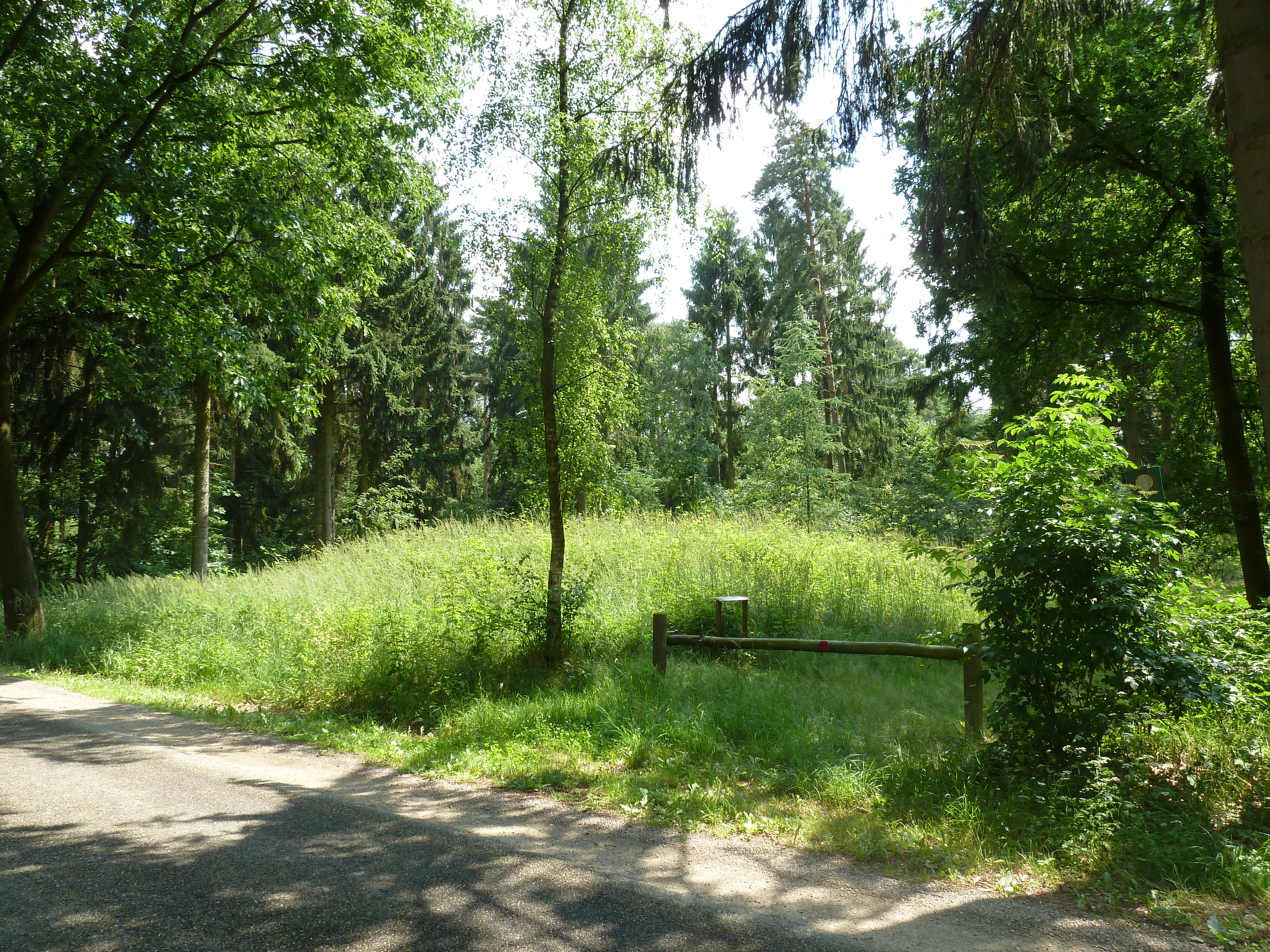
De westelijke grafheuvel

## Coördinaten
- Oostelijke grafheuvel: 51° 13′ 46″ NB, 6° 3′ 52″ OL
- Westelijke grafheuvel: 51° 13′ 45″ NB, 6° 3′ 48″ OL